# Pak Kyong-ok
Pak Kyong-ok (ur. 19 listopada 1983) – północnokoreańska pięściarka, mistrzyni świata amatorek.
Występuje w kategorii do 64 kg. Zdobywczyni złotego medalu mistrzostw świata w 2012 roku w Qinhuangdao. W finałowym pojedynku wygrała z reprezentantką Polski Magdaleną Wichrowską.